# Еолци
Еолци (старогрчки: Αἰολεῖς) је назив за једно од четири главна грчка племена на која су се поделили антички Грци. Сматра се да су они били најбројнији међу хеленским племенима. 
Наводно су потомци митског Еола, сина Хеленова. 
Према миту, Хелен је своје краљевство у Тесалији препустио Еолу, свом најстаријем сину. Једна област у Тесалији звала се Еолидом. Њен најважнији град био је Арна. Из те области су Тесалијци протерали еолске Беоћане који су се потом населили у Беотији. Осим у Тесалији и Беотији, Еолци се срећу и у многим другим деловима старе Грчке. У најстаријем периоду појављују се као најмоћније и најбројније грчко племе.
Главна активност Еолаца било је поморство, а главно божанство био је Посејдон. Населили су се на северним острвима Егејског мора у Малој Азији (Еолида) и на Лезбосу. Та миграција представља почетак сеоба које је изазвала најезда Дораца. Сматра се да су се протерани Ахајци са Пелопонеза придружили древним становницима Беотије. Ови Еолци имали су највећи утицај, будући да је по њима цела миграција названа еолском, а понекад се назива и беотијском. 